# Auguste Mattagne
Auguste Mathieu Marie Ghislain Mattagne (Waver, 17 januari 1882 - 18 augustus 1940) was een Belgisch senator.

## Levensloop
Handelaar van beroep, werd Mattagne in 1926 gemeenteraadslid van Waver.
Van 1929 tot 1936 was hij katholiek senator: rechtstreeks verkozen voor het arrondissement Nijvel (1929-1932) en nationaal gecoöpteerd (1932-1936).